# Каликино (Александровский район)
Каликино — село в Александровском районе Оренбургской области России. Административный центр Каликинского сельсовета.

## География
Село находится в западной части Оренбургской области, в пределах предуральской сильноволнистой возвышенности Общего Сырта, на левом берегу реки Зиганнек, на расстоянии примерно 31 км (по прямой) к северо-западу от села Александровка, административного центра района. Абсолютная высота — 174 м над уровнем моря.
Климат
Климат характеризуется как резко континентальный, засушливый, с холодной малоснежной зимой и жарким летом. Средняя температура воздуха самого тёплого месяца (июля) — 20 °C (абсолютный максимум — 38 °С); самого холодного (января) — −15 °C (абсолютный минимум — −42 °С). Безморозный период длится около 150 дней в году. Снежный покров держится в среднем около 145—150 дней в году.
Часовой пояс
Село Каликино, как и вся Оренбургская область, находится в часовой зоне МСК+2. Смещение применяемого времени относительно UTC составляет +5:00.

## Население
| 2010 |
| ---- |
| 561  |

Гендерный состав
По данным Всероссийской переписи населения 2010 года, в гендерной структуре населения мужчины составляли 46,7 %, женщины — соответственно 53,3 %.
Национальный состав
Согласно результатам переписи 2002 года, в национальной структуре населения русские составляли 90 % из 778 чел.

## Улицы
| - ул. Ворошиловская, - ул. Каликинская, - ул. Комсомольская, - ул. Кооперативная, - ул. Ленинская, | - ул. Молодёжная, - ул. Новая, - ул. Первомайская, - ул. Революционная, - ул. Советская. |

## Инфраструктура
В селе действуют школа, участковая больница, дом культуры, почтовое отделение и библиотека.